# George Bradshaw

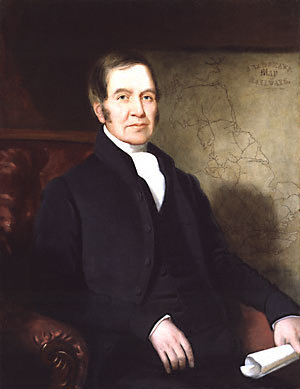
George Bradshaw

George Bradshaw (* 29. Juli 1801 in Pendleton; † 6. September 1853 in Christiania) war ein englischer Kartograph und Verleger. Besondere Bekanntheit erlangte er für seine weit verbreiteten Kursbücher.

## Leben
Er wurde in Windsor Bridge, Pendleton, heute Teil der City of Salford geboren. Seine Eltern Thomas und Mary, eine geborene Rogers ließen ihren einzigen Sohn nach den Lehren des Theologen Swedberg unterrichten.
Nach einer Lehre als Kupferstecher in Manchester zog er 1820 mit seinen Eltern nach Belfast und eröffnete dort seine eigene Werkstatt. Zwei Jahre später kehrte er nach Manchester zurück, um sein Geschäft dort fortzuführen und sich ab 1827 besonders auf das Stechen und Drucken von Landkarten zu spezialisieren. Seine Karten wurden als „Bradshaw’s Maps of Inland Navigation“ bekannt.
Er wurde Mitglied der Quäker und half mit anderen Reformern dabei mit, in Manchester Friedenskonferenzen abzuhalten, sowie Schulen und Suppenküchen zu errichten.
Er heiratete am 16. Mai 1839 seine Frau Martha, geborene Darbyshire aus Stretton im Süden von Warrington. Im selben Jahr, gab er sein erstes Kursbuch Bradshaw’s Railway Time Tables für den neu entstandenen Schienenverkehr für sechs Pence heraus. Schon 1840 bekam sein Buch den neuen Namen Bradshaw’s Railway Companion und wurde um mehrere Abschnittskarten erweitert. Der Preis verdoppelte sich auf einen Schilling. Das Kursbuch wurde nur unregelmäßig neu aufgelegt, aber es erschienen monatliche Aktualisierungen der Fahrpläne. Auf Anraten seines Londoner Geschäftspartners William Jones Adams gab er ab 1841 zusätzlich monatlich den Bradshaw’s Monthly Railway Guide zum alten Preis von sechs Pence heraus, der nicht zuletzt aufgrund seines markanten gelben Umschlages weltweite Berühmtheit erlangte. Manche Eisenbahngesellschaften bekämpften seine Kursbücher anfangs als lästige Konkurrenz. Dem begegnete er, indem er sich dort einkaufte und den Konflikt in der Gesellschafterversammlung zur Sprache brachte.
Auf einer Reise nach Norwegen erkrankte er bei einem Freund in der Nähe von Christiania an asiatischer Cholera und starb dort innerhalb weniger Stunden. Neben seiner Frau hinterließ er noch ihren gemeinsamen Sohn, Christopher.

## Werke
- Bradshaw’s Railway Map. 1838

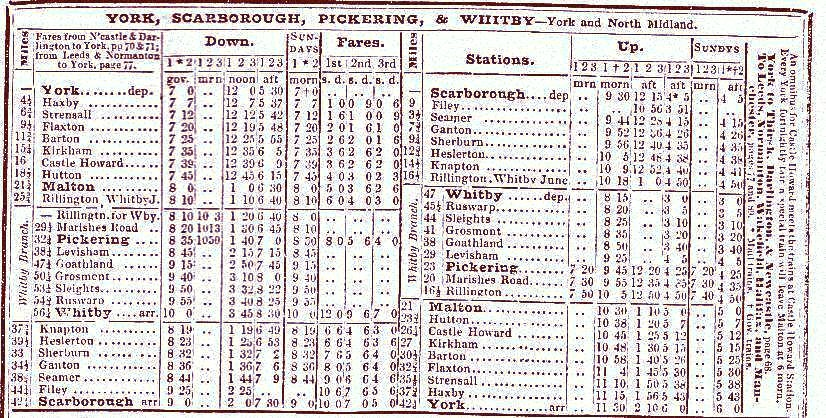
Bradshaw’s Railway Time Tables 1850: von York nach Scarborough

- Bradshaw’s Railway Time Tables. 1. Auflage. 1839; später als Bradshaw’s Railway Companion 2. und weitere Auflagen
- Bradshaw’s Monthly Railway Guide. 1. Auflage. 1841
- Bradshaw’s Continental Railway Guide. 1. Auflage. Paris 1847
- Bradshaw’s General Railway Directory and Shareholder’s Guide. 1. Auflage. 1849